# Sara Indrio Jensen
Sara Indrio Jansen alias Sara Indrio (* 4. Januar 1975 in Kopenhagen) ist eine dänische Schauspielerin und Musikerin mit italienischer Mutter. In Deutschland ist sie vor allem durch den Film Italienisch für Anfänger bekannt.

## Diskografie
- Dark Clouds, Silver Linings (2004)
- While We Dream (2006)